# Ricardo Rodríguez Álvarez
 (septembre 2014).
Si vous disposez d'ouvrages ou d'articles de référence ou si vous connaissez des sites web de qualité traitant du thème abordé ici, merci de compléter l'article en donnant les références utiles à sa vérifiabilité et en les liant à la section « Notes et références ».
Ricardo Rodríguez Álvarez, plus connu comme Calo, né le 12 octobre 1918 à León (Espagne) et mort le 8 mai 1980 dans la même ville, est un footballeur espagnol qui jouait au poste de défenseur.

## Biographie
Calo joue au FC Barcelone entre 1944 et 1950. Il joue 84 matchs, marque 4 buts et remporte trois championnats d'Espagne et une Coupe Latine dont il joue la finale. Son frère César Rodríguez est le deuxième meilleur buteur de l'histoire du FC Barcelone derrière Lionel Messi.
À la fin de son contrat avec Barcelone, Ricardo Rodríguez part jouer au Real Saragosse, à l'UE Lleida et à la Cultural Leonesa où il avait commencé sa carrière.

## Palmarès
- Champion d'Espagne en 1945, 1948 et 1949 avec le FC Barcelone
- Vainqueur de la Coupe Latine en 1949 avec le FC Barcelone